# Qrendi Football Club
Il Qrendi Football Club è una società calcistica maltese con sede nella cittadina di Qrendi.
Il club, fondato nel 1955, milita dalla stagione 2017-18 nella First Division (Malta), la seconda serie del campionato maltese.

## Palmarès
- Second Division (Malta):

Secondo posto: 2016-17